# Xalxal (Babek)
Xalxal è un comune dell'Azerbaigian situato nel distretto di Babək.